# Llangattock-getijdenboek

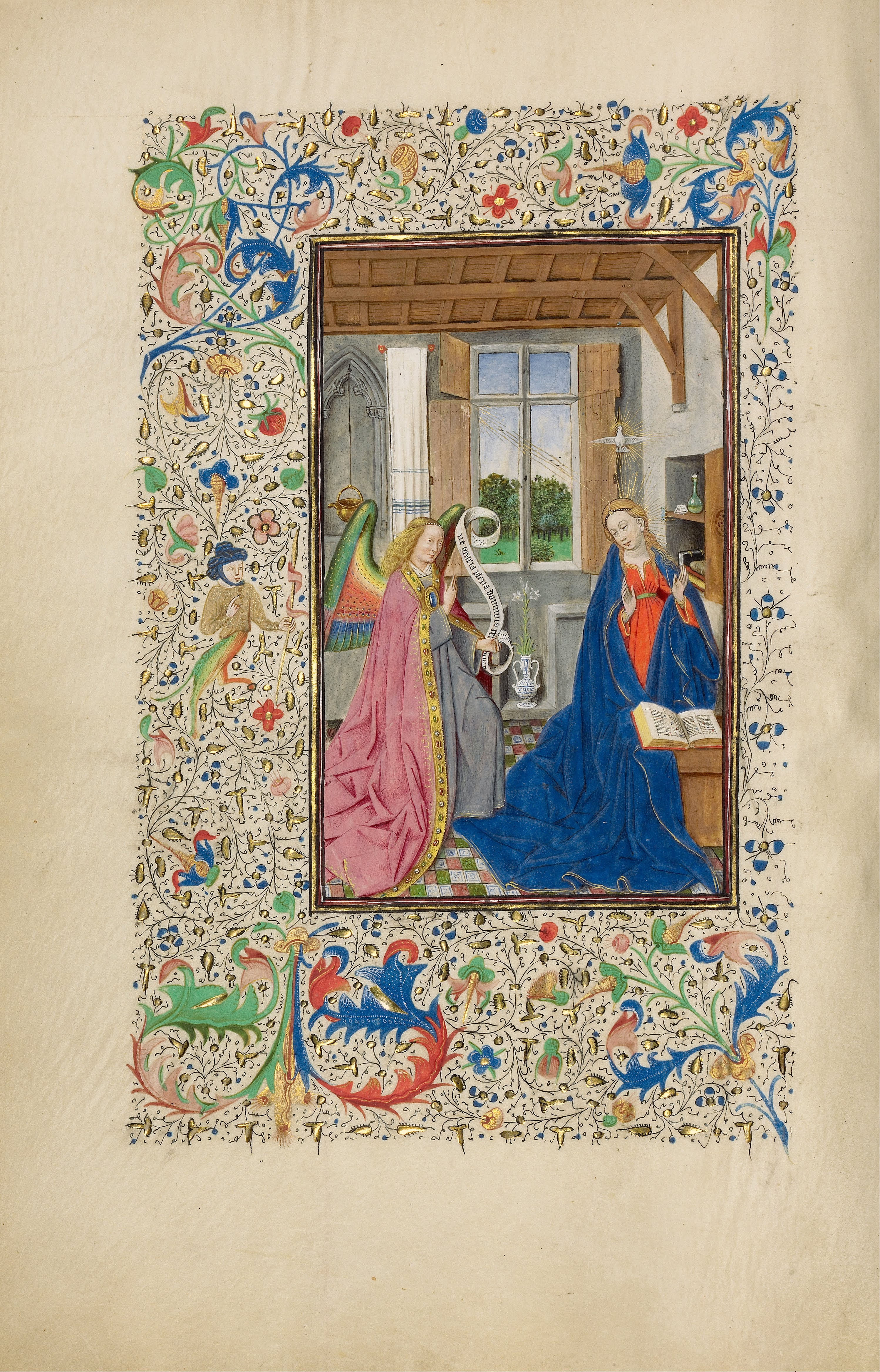
Meester van de Llangattock-getijden, Annunciatie.

Het Llangattock-getijdenboek is een getijdenboek uit het midden van de 15e eeuw gemaakt in Brugge. Het werk is bekend omdat een aantal van de miniaturen in het getijdenboek zijn geïnspireerd door het werk van Jan van Eyck. Er zouden een aantal miniaturisten die betrokken waren bij de verluchting van het Turijn-Milaan-Getijdenboek aan de verluchting van dit handschrift hebben meegewerkt. Het werk maakt nu deel uit van de verzameling van het J. Paul Getty Museum in Los Angeles met als signatuur Ludwig collection Ms. IX. 7. Het kreeg zijn naam naar de vorige eigenaar, baron Llangattock, in wiens collectie het boek in de jaren 1950 ontdekt werd.

## Beschrijving
Het handschrift telt 169 perkamenten folia van 264 x 184 mm. Het tekstblok meet 128 x 82 mm en de tekst is geschreven in één kolom van 18 lijnen. De tekst is in het Latijn en voor Romeins gebruik. Het handschrift bevat veertien volbladminiaturen en dertien gehistorieerde initialen. Het boek heeft nog zijn originele band, gemaakt uit bruin kalfsleder door Lieven Stuvaert, zoals blijkt uit een inscriptie op de band. De band is blind gestempeld met plantaardige en zoömorfe versieringen.

## Geschiedenis
Het boek is in het bezit geweest van Folpard van Amerongen, burgemeester van Utrecht, zoals blijkt uit zijn wapen op de achterzijde van de zilveren sloten. De opdracht voor het getijdenboek zou gegeven zijn door Geertruy van Themseke na haar huwelijk met Folpard van Amerongen,  maar dit is niet zeker, want de sloten horen niet bij de originele band. Het boek dook terug op in de jaren 1950 in de bibliotheek van baron Llangattock, die het liet veilen bij Christie's in 1958. Het werd gekocht via de New Yorkse kunsthandelaar H.P. Kraus door Irene en Peter Ludwig voor hun kunstverzameling. In 1983 kocht het J. Paul Getty Museum het boek, samen met 143 andere handschriften, toen de Ludwig collectie in financiële moeilijkheden kwam.

## Inhoud

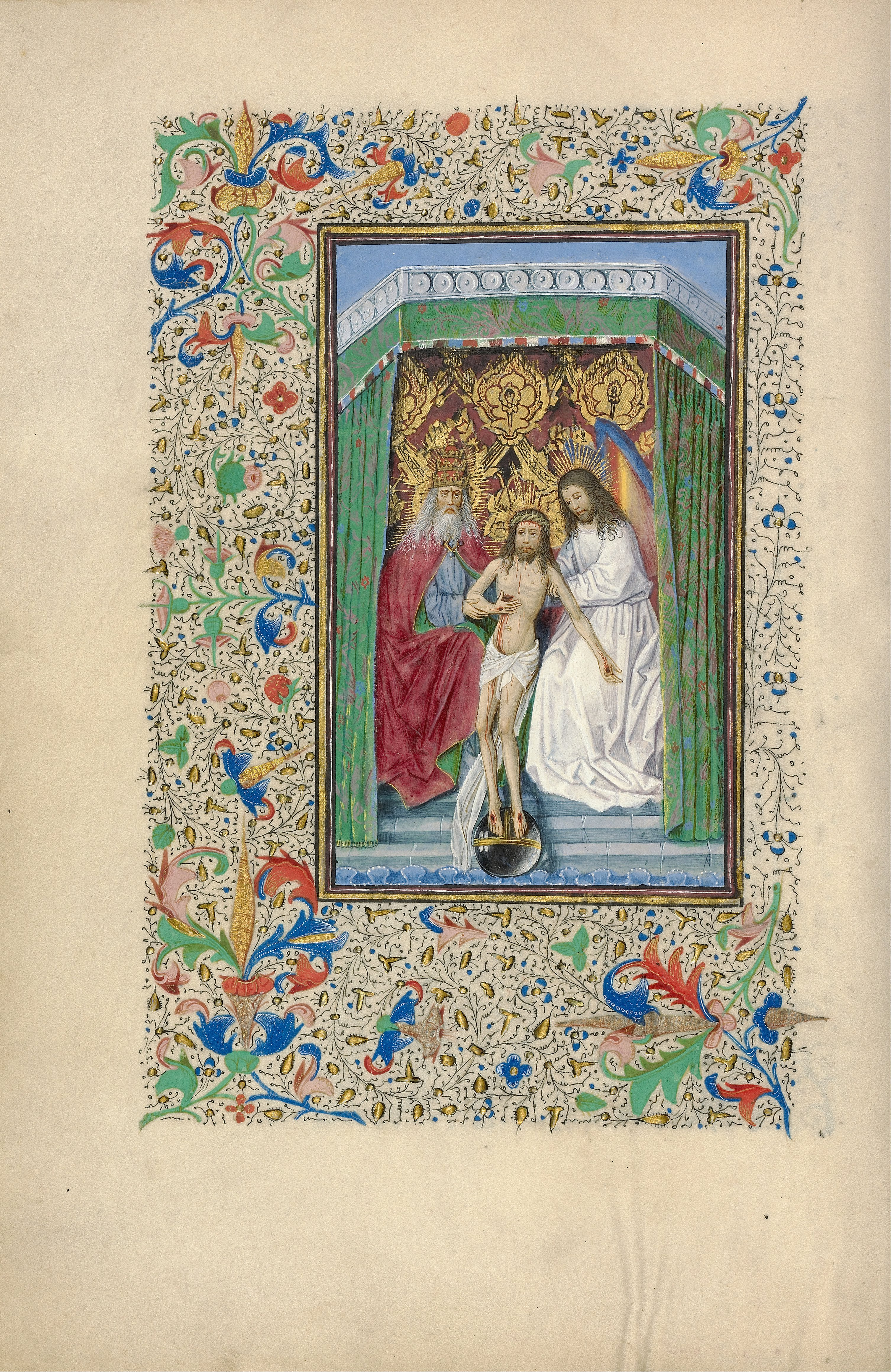
Atelier van de Meester van Jean Chevrot, Drievuldigheid

De inhoud van het getijdenboek is vrij traditioneel voor een getijdenboek op de volgorde van de verschillende onderdelen na. Voor een afbeelding van alle titelbladen zie: Llangattock-getijden - J. Paul Getty Museum.
f1r-f12v (kalender)De kalender is van het Franse type waarbij alle dagen van de maand worden ingevuld. Elke maand is verdeeld over twee bladzijden en de kalenderpagina's zijn niet versierd op de grote initialen 'KL' na.
f13r-f24v (suffragia)De gebeden tot de heiligen zijn versierd met een gehistorieerde initiaal die de heilige afbeeldt. De initialen zijn zeven of acht lijnen hoog en iets meer dan de helft van het tekstblok breed. Bij deze bladzijden is randversiering aangebracht in de boven- en ondermarge bestaande uit acanthusranken met bloemen en blaadjes en vogels daartussen. De linkermarge heeft een eenvoudige versiering van hoogstens twee letters breed. Naast de twee initialen met Christus zijn er slechts vier met mannelijke heiligen tegenover vijf voor vrouwelijke heiligen.
f25v-f31r (getijden van de Heilige Drievuldigheid)Ingeleid op f25v met een volbladminiatuur die de Heilige Drievuldigheid voorstelt.
f31v-f37r (Kleine getijden van het Heilig Kruis)Volbladminiatuur op f31v met de kruisiging van Christus. We zien een soldaat die met zijn lans Christus in de zijde steekt. Onder het kruis valt Maria in zwijm en Johannes ondersteunt haar. Ook Maria Magdalena is bij de kruisiging aanwezig en het tafereel wordt gadegeslagen door een honderdman te paard.
f37v-f43r (Kleine getijden van de Heilige Geest)De getijden van de Heilige Geest worden ingeleid met een volbladminiatuur op f37v die de nederdaling van de Heilige Geest over Maria en de leerlingen van Jezus voorstelt. Het tafereel is gesitueerd in een zaal.
f43v-f52r (mis voor de Heilige Maagd)Deze tekst wordt voorafgegaan door een volbladminiatuur op f43v die een getroonde Maria met het kind op haar schoot voorstelt. Een edeldame (de opdrachtgeefster?) knielt voor Onze-Lieve-Vrouw.
f53v-f107v (Mariagetijden)De Mariagetijden worden ingeleid met de annunciatieminiatuur op f53v. Binnen de Mariagetijden wordt elke gebedsstonde ingeleid met een volbladminiatuur met een voorstelling uit het leven van Maria en de kindsheid van Jezus. De verluchter gebruikten hiervoor de klassieke Vlaamse versie met de annunciatie bij de metten, de visitatie bij de lauden, de geboorte bij de priem, de aankondiging aan de herders bij de terts, de aanbidding van de wijzen bij de sext, de besnijdenis bij de none, de moord op de onnozele kinderen bij de vespers en de vlucht naar Egypte bij de completen.
f108r-f110v (Obsecro te)Het ‘Obsecro te’ is versierd met een gehistorieerde initiaal die een Pieta met Johannes voorstelt.
f111r-f114r (O intemerata)Bij het ‘O intemerata’ hoort een initiaal die een getroonde Madonna met kind voorstelt.
f114v-f131r (Boetepsalmen)De boetepsalmen worden ingeleid met een volbladminiatuur op f114v die het laatste oordeel voorstelt.
f131v-f169v (Dodenofficie)Het dodenofficie wordt voorafgegaan door een volbladminiatuur op f131v met de afbeelding van een dodenmis in een kerkgebouw.
Alle volbladminiaturen hebben margeversiering rondom de miniatuur en op de rechterbladzijde ernaast is een gelijkaardige randversiering aangebracht rondom het tekstblok.

Jan van Eyck Annunciation, National Gallery of Art, Washington D.C.

## Miniaturisten
Er zouden niet minder dan acht kunstenaars meegewerkt hebben aan dit getijdenboek met onder meer: Willem Vrelant, de Meester van de Llangattock-getijden,  de Meester van de Llangattock-Epifanie, de Meester van de Alexander van Wauquelin en het atelier van de meester van Jean Chevrot. De kwaliteit van de miniaturen is bijgevolg nogal uiteenlopend. Sommige miniaturen werden zelfs door meerdere artiesten bewerkt. Dit is het geval voor de annunciatie (zie afbeelding bovenaan het artikel). Van deze miniatuur werden het gezicht en de handen van de Heilige Maagd geschilderd door Willem Vrelant, de rest door de anonieme meester die men als noodnaam de Meester van de Llangattock-getijden heeft gegeven. Deze annunciatie werd geschilderd naar een model van Jan van Eyck, de De Boodschap aan Maria (Washington, D.C. National Gallery of Art). Het schilderij van Jan van Eyck is gesitueerd in een kerkgebouw, die op de miniatuur in een  burgerwoning maar voor het overige is de gelijkenis treffend. De Meester van de Llangattock-getijden was verantwoordelijk voor de meerderheid van de miniaturen.
De miniatuur bij de getijden van de heilige Drievuldigheid (f25v) heeft een vrij bijzondere iconografie omdat de heilige Geest werd voorgesteld als een bebaarde engel in plaats van de traditionele duif. Een dergelijke voorstelling is niet erg traditioneel maar men vindt ze wel terug in een aantal andere getijdenboeken, onder meer in het Trivulzio-getijdenboek.
Kunsthistorici hebben een aantal van de meesters die actief waren in het Llangattock-getijdenboek geassocieerd met het werk in het Turijn-Milaan-Getijdenboek.
De Meester van de Llangattock-getijden leverde de grootste bijdrage aan het werk. Van de dertien gehistorieerde initialen in het getijdenboek is er slechts één niet van zijn hand, het gelaat van Christus. Hij was ook verantwoordelijk voor alle volbladminiaturen in de Mariagetijden op de aanbidding der wijzen na en de miniaturen met de kruisiging en met de dodenmis zijn ook aan hem toegschreven.